# Toy Story: Prehistoria
Toy Story: Prehistoria (ang. Toy Story That Time Forgot) – amerykański film animowany z 2014 roku wyreżyserowany przez Steve’a Purcella oraz wyprodukowany przez Walt Disney Pictures i Pixar Animation Studios. Akcja filmu toczy się po wydarzeniach z trzeciej części filmu Toy Story 3.
Premiera filmu odbyła się w Stanach Zjednoczonych 2 grudnia 2014 na amerykańskim kanale ABC. W Polsce film został wydany na DVD w pakiecie specjalnym 15 maja 2015 roku przez Galapagos Films, a premiera telewizyjna odbyła się 19 czerwca 2015 na antenie Disney Channel.

## Fabuła
Akcja filmu rozgrywa się dwa dni po świętach Bożego Narodzenia. Szeryf Chudy, Buzz Astral, Rex, Trixie oraz Kotek Aniołek znajdują się w nieznanym terytorium, gdzie poznają plemię zabawkowych bojowych dinozaurów zwanych Wojnozaurami. Dowódcą Wojnozaurów jest Jaszczurus Maximus i jego Wielki Kapłan. Ich znajomość nie jest łatwa, a Chudy i przyjaciele zostają porwani. Triceratops Trixie, która jako jedyna ocalała, postanawia uwolnić przyjaciół i pokonać walczących dinozaurów oraz powrócić cało z opresji do pokoju Bonnie.

## Obsada
- Tom Hanks – Szeryf Chudy[2]
- Tim Allen – Buzz Astral[2]
- Kristen Schaal – Trixie[2]
- Kevin McKidd – Jaszczurus Maximus[2]
- Emily Hahn – Bonnie
- Wallace Shawn – Rex[2]
- Steve Purcell – Wielki Kapłan
- Jonathan Kydd – Ray-gon
- R.C. Cope – Mason
- Don Rickles – Pan Bulwa[2]
- Timothy Dalton – Pan Szpikulec[2]
- Lori Alan – mama Bonnie
- Joan Cusack – Jessie[2]
- Emma Hudak – Kotek Aniołek[3]
- Ron Bottitta – tata Masona

## Wersja polska
Udział wzięli:
- Robert Czebotar – Szeryf Chudy
- Łukasz Nowicki – Buzz Astral
- Agnieszka Kunikowska – Trixie
- Waldemar Barwiński – Jaszczurus Maximus
- Wiktoria Gąsiewska – Bonnie
- Tomasz Sapryk – Rex
- Janusz German – Wielki Kapłan
- Tomasz Steciuk – płatnerz
- Wit Apostolakis-Gluziński – Mason
- Jan Kulczycki – Pan Bulwa
- Grzegorz Pawlak – Pan Szpikulec
- Elżbieta Futera-Jędrzejewska – Mama Bonnie
- Izabella Bukowska-Chądzyńska – Jessie
- Joanna Węgrzynowska-Cybińska
- Artur Kaczmarski – tata Masona

Reżyseria: Grzegorz Pawlak

Dialogi: Jan Wecsile

Kierownictwo produkcji: Beata Jankowska, Marcin Kopiec

Wersja polska: SDI Media Polska